# Lepidodactylus moestus
Lepidodactylus moestus är en ödleart som beskrevs av  Peters 1867. Lepidodactylus moestus ingår i släktet Lepidodactylus och familjen geckoödlor. IUCN kategoriserar arten globalt som livskraftig. Inga underarter finns listade i Catalogue of Life.